# Cuatrecasas
Cuatrecasas es una firma de abogados internacional con marcada implantación en España, Portugal y América Latina, donde cuenta con presencia en Chile, Colombia, México y Perú. Con un equipo multidisciplinar y diverso de más de 1.900 profesionales y 29 nacionalidades, cubre todas las disciplinas del derecho de empresa, aplicando conocimiento y experiencia desde una visión sectorial y enfocada a cada tipo de negocio. Dispone de 26 oficinas en 12 países y mantiene además una estrecha colaboración con otras firmas líderes para ofrecer un equipo adaptado a las necesidades de cada cliente y situación. A fecha de 2023, es el segundo despacho de España y tercero en Europa en términos de facturación.

## Historia
Cuatrecasas fue fundado en 1917, en Barcelona, por Emilio Cuatrecasas Buquet. A la muerte del fundador, en 1965, se hizo cargo del despacho su hijo Pedro Cuatrecasas Sabata. En 1980, asumió su dirección Emilio Cuatrecasas Figueras, tercera generación de la familia fundadora.
En febrero del 2000 Cuatrecasas firmó un acuerdo de integración con Gonçalves Pereira, Castelo Branco, un despacho fundado en Lisboa en 1928 por Armand Gonçalves Pereira a quien sucedió en la dirección en la década de los 60 su hijo André Gonçalves Pereira, profesor de derecho mercantil y exministro de Asuntos Exteriores de Portugal. En la década de los 90, Manuel Castelo Branco asumió la dirección del despacho portugués, que contaba con oficinas en Portugal y Mozambique.
En 2007, se integró en Cuatrecasas el despacho sevillano Olivencia-Ballester, liderado por el abogado y catedrático de derecho mercantil Manuel Olivencia Ruiz quien en 2016 ocupó el cargo de presidente de Honor de Cuatrecasas.
En diciembre de 2008 la firma anunciaba que pasaba a llamarse Cuatrecasas, Gonçalves Pereira como culminación de su integración con el despacho portugués Gonçalves Pereira, Castelo Branco.
En 2011, el socio codirector, el portugués Manuel Castelo Branco, abandonó la firma y fue sustituido por los letrados Diogo Perestrelo y Maria Joao Ricou para ejercer conjuntamente la dirección general de Portugal.
En septiembre de 2012 Rafael Fontana fue nombrado consejero delegado del despacho, asumiendo el poder ejecutivo que hasta entonces ejercía Emilio Cuatrecasas.
En 2017, en el marco de la celebración de su centenario, Cuatrecasas anunció la recuperación de su nombre inicial: Cuatrecasas.En los últimos años, con Rafael Fontana en la presidencia y Jorge Badía en la dirección ejecutiva, la Firma se institucionaliza y consolida la profesionalización de todas sus áreas de gestión. En esta etapa, crea una red europea con las firmas líderes Gleiss Lutz Alemania, Chiomenti Italia y Gide Loyrette Nouel Francia y da un paso más para afianzar su compromiso con el mercado latinoamericano, abriendo sus propias sedes en Bogotá, Ciudad de México, Lima y Santiago de Chile.

## Áreas de práctica
La Firma acumula más de 100 años de experiencia y ofrece servicios de asesoramiento enfocado en todas las áreas del derecho de empresa:
- Arbitraje Internacional
- Competencia y Derecho de la UE
- Deporte y Entretenimiento
- Empresa y Derechos Humanos
- Energía e infraestructura
- Farmacéutico y Sanitario
- Financiero
- Fiscalidad Contenciosa
- Fiscalidad Corporativa
- Fiscalidad Financiera
- Fiscalidad Indirecta
- Fondos
- Gobierno Corporativo y Compliance
- Inmobiliario y Urbanismo
- Laboral
- Litigación
- Mercado de Capitales
- Mercantil y M&A
- Penal
- Precios de transferencia y Tax Governance
- Private Client & Wealth Management
- Private Equity
- Propiedad Intelectual, Industrial y Secretos
- Protección de Datos
- Público
- Reestructuraciones, Insolvencias y Situaciones Especiales
- Servicios Financieros y de Seguros
- Tecnologías y Medios Digitales
- Venture Capital

## Oficinas y Desks
Las 27 oficinas con las que cuenta Cuatrecasas en 13 países quedan repartidas de la siguiente manera:
España:
- Alicante
- Barcelona
- Bilbao
- Gerona
- Madrid
- Málaga
- Palma de Mallorca
- San Sebastián
- Sevilla
- Valencia
- Vigo
- Vitoria
- Zaragoza

Portugal:
- Lisboa
- Oporto

Latinoamérica:
- Bogotá
- Ciudad de México
- Lima
- Santiago de Chile

Otras regiones:
- África: Equipos locales en Marruecos (Casablanca), Angola (Luanda)
- Asia: Shanghái y Pekín
- Estados Unidos: Nueva York
- Europa Continental: Bruselas. Cuenta con una alianza con firmas líderes en Alemania (Gleiss Lutz), Francia (Gide) e Italia (Chiomenti).
- Reino Unido: Londres

Además de las oficinas, dispone de diferentes Desks instaurados a nivel internacional:
- Asian Desk
- French Desk
- German Desk
- Middle East Desk

## Unidad ESG
Desde el año 2021, Cuatrecasas cuenta con una división de asesoramiento en temas medioambientales, sociales y de gobierno corporativo. La Unidad ESG (siglas en inglés a partir de Environment, Social, Governance), de la mano de abogados expertos del área y en colaboración con el equipo de I+D, presta apoyo a todos los grupos de práctica de la Firma creando un espacio de conocimiento jurídico en este ámbito y trabajando con cualquier socio del despacho para analizar la problemática del cliente y prestarle el mejor asesoramiento desde la perspectiva ESG.
En este sentido, la Unidad también contribuye a abordar de forma estructurada los compromisos internos de la Firma en términos ESG, integrándolos de forma progresiva en el quehacer de la Firma.
En materia de Environment, reconoce y asume la responsabilidad de gestionar de forma proactiva la incidencia de su actividad en el medioambiente a fin de minimizar y mitigar los impactos adversos. Monitoriza los principales impactos medioambientales que su actividad genera: emisiones de GEI, consumo de recursos naturales y gestión de residuos. Asimismo, mide anualmente su huella de carbono, gestiona sus impactos negativos fijando objetivos de reducción factibles y administra sus compras y cadena de suministro en función del impacto ambiental que provocan. Entre algunas de sus medidas destacan la aplicación de la filosofía paperless en todas las oficinas, el consumo energético eficiente y la correcta gestión del reciclaje.
Sobre Social, el principal reto del Despacho gira en torno a la igualdad de género y la diversidad, así como el desarrollo profesional y el bienestar de todos los profesionales que forman parte de este. El Programa Pro bono y la Fundación Cuatrecasas son las herramientas insignia con las que contribuye a nivel social al Estado de Derecho, al acceso a la justicia y al buen gobierno corporativo. 
Respecto Governance, da especial importancia a que el Código de Ética y Deontología y el sistema de cumplimiento de la Firma estén alineados con la legislación vigente en cada momento y cumplan con los estándares de transparencia y rigor. Desde el año 2000, Cuatrecasas forma parte del Pacto Mundial de las Naciones Unidas y rinde cuenta anualmente sobre sus progresos en los estándares de Global Reporting Initiative (GRI). 
Para completar la línea de trabajo ESG, Cuatrecasas ha puesto en marcha la práctica de Empresa y Derechos Humanos, que permitirá acompañar al cliente en la identificación de riesgos de impacto en los Derechos Humanos, diseñar e implantar sistemas de prevención, gestión y reparación de riesgos y daños, tanto en sus operaciones como en su cadena de suministro y en sus transacciones, y representarle frente a quejas y litigios. La nueva práctica posibilita, además, el asesoramiento sobre la aplicación de los Principios Rectores de las Naciones Unidas sobre Empresas y Derechos Humanos y las normas que los acogen como estándar de conducta empresarial obligatorio. Un asesoramiento que también entronca, dada su interdependencia, con el rol de la empresa en los objetivos climáticos y medioambientales, la transición hacia la descarbonización y la gobernanza empresarial sostenible. 

## Premio Manuel Olivencia
El Premio Manuel Olivencia al Buen Gobierno Corporativoreconoce las mejores prácticas de gobierno corporativo de las sociedades cotizadas en España, su ejemplar gestión empresarial y transparencia como factor esencial para la generación de valor de manera sostenible.
La iniciativa nació en 2018 con el objeto de facilitar un marco de referencia en materia de buen gobierno. El Premio fue otorgado en 2018 a International Airlines Group (IAG), en 2019 a Amadeus IT Group, en 2020 a Inditex, en 2022 a Repsol, y en 2023 a CaixaBank.
El galardón toma el nombre y honra la memoria del célebre jurista Manuel Olivencia, catedrático de Derecho Mercantil de la Universidad de Sevilla, vicepresidente de la firma Cuatrecasas y presidente de la comisión que redactó, en 1998, el primer código español de Gobierno Corporativo. Los principios inspiradores del código Olivencia siguen vigentes dos décadas después de su publicación.

## Cuatrecasas Challenge
Cuatrecasas Challenge es una competición que, desde 2022, se ha convertido en un referente dentro del ámbito del derecho empresarial. Dirigida a estudiantes de último año del Grado o Doble Grado de Derecho de cualquier universidad en España que acrediten un brillante expediente académico y un nivel de inglés Advanced o superior, selecciona en cada edición a 16 jóvenes promesas del Derecho que, en parejas, deben afrontar el reto de resolver y defender un caso práctico ante un Tribunal experto compuesto por socios de la Firma.
La competición consta de una fase escrita y otra oral en las que los participantes tienen que demostrar sus habilidades en materia de estrategia procesal, debate y oratoria, y sacar a relucir su capacidad para afrontar litigios. La pareja ganadora y la subcampeona reciben una ayuda económica destinada a cursar el Máster de Acceso a la Abogacía o Doble Máster con especialización y tienen la oportunidad de llevar a cabo sus prácticas en el área que prefieran de Cuatrecasas.

## Cuatrecasas Acelera
Es la aceleradora de startups legaltech y de alta complejidad jurídica de la Firma, que ha impulsado ya a más de 40 startups. Nace con el objetivo de detectar el mejor talento entre proyectos europeos con gran potencial, prestándoles soporte legal, de negocio y tecnológico, así como acceso a clientes y financiación. Cuatrecasas Acelera  cuenta con un total de ocho ediciones celebradas, siendo la primera aceleradora de startups impulsada por un despacho de abogados. 
Por otra parte, la aceleradora cuenta también con el programa Fast Track, surge con el objetivo de testear tecnología de scaleups internacionales alineadas con los retos identificados por Cuatrecasas.
Los proyectos ganadores de las anteriores ediciones del programa fueron: Union Avatars, que permite crear avatares realistas en el metaverso para cualquier plataforma (7.ª ed.); la startup energética que optimiza la carga de vehículos eléctricos Bia Power y la healthech Match Trial, que permite acelerar la inclusión de pacientes oncológicos en ensayos clínicos (6.ª edición); la plataforma que utiliza Machine Learning parara ayudar a bancos, fondos y administradores de activos Menhir Financial (5.ª ed.); TOQIO, startup bancaria y financiera fundada por Eduardo Martínez (4.ª ed.); la aplicación de certificados basada en tecnología blockchain BlockTac y la startup de drones para empresas e instituciones FuVeX (3.ª ed.); la plataforma de firma electrónica Validated ID (2.ª ed.); y la plataforma FinTech TheLogicValue (1.ª ed.).